# Stefan Chatrath
Stefan Chatrath (* 1976) ist ein deutscher Wirtschaftswissenschaftler mit Schwerpunkt Sportmarketing.
Chatrath studierte an der Freien Universität in Berlin Betriebswirtschaftslehre und promovierte dort anschließend. Seine Doktorarbeit gewann den 2. Platz beim Wissenschaftspreis des Deutschen Fußball-Bundes. Zudem studierte er an der University of Birmingham Volkswirtschaftslehre.
Chatrath wurde als Professor für Sportmarketing an die University of Applied Sciences Europe berufen und war dort Studiengangsleiter für Sport und Event Management sowie der Beauftragte für Internationales und Hochschulentwicklung des Fachbereichs Sport, Medien & Event. Zudem war er der stellvertretender Vorsitzender der Wissenschaftlichen Kommission des Landessportbundes Berlin. Zu seinen Schwerpunkten in Lehre und Forschung gehören das Sportmarketing, das Ticketing und die Ethik im Sportmanagement.
Nachdem Chatrath den Artikel „Die Leiden des jungen Torunarigha“ im Novo-Magazin veröffentlicht hatte, für das er auch als Sportredakteur tätig war, wurde ihm vorgeworfen, Rassismus verharmlost zu haben. Er wurde daraufhin von allen Lehrtätigkeiten entbunden. Auch der Landessportbund Berlin distanzierte sich von seinen Aussagen und hat ihn aus der Wissenschaftlichen Kommission abberufen.

## „Die Leiden des jungen Torunarigha“
Für seinen Artikel im Novo-Magazin vom 24. Februar 2020 wurde Chatrath heftig kritisiert. Vorgeworfen wurde ihm, er bagatellisiere rassistische Beleidigungen. Chatrath äußerte unter anderem: „Fußballer, die professionell spielen, müssen Beleidigungen aushalten, das gehört dazu.“ „Ja, das mag wehtun, aber die Vorfälle ereigneten sich in einem Fußballstadion, wo es dazugehört, dass der Gegner mit Spott und Häme überzogen wird“, schrieb Chatrath: „Natürlich kann ich es auch nicht schönreden, wenn im Stadion jemand Affengeräusche nachahmt, um schwarze Spieler zu beschimpfen. Das ist rassistisch, keine Frage.“ Aber: „Wenn das Spiel nicht gefährdet ist, geht alles. Wir müssen akzeptieren, dass auch Ärger, Frust und die Geringschätzung des Gegners seinen Platz im Stadion haben. Wer damit nicht umgehen kann, sollte besser zu Hause bleiben.“ Chatrath lastete Torunarigha an, emotional überreagiert zu haben: „Er hätte seine Gefühle im Griff haben müssen.“ Der Landessportbund Berlin distanziert sich. Die University of Applied Sciences Europe entband Chatrath von seinen Aufgaben.
In einer Erklärung vom 26. Februar entschuldigte sich Chatrath. Es tue ihm leid, dass er „die Gefühle von Jordan Torunarigha und anderen verletzt habe“. Er schrieb, dass er als Sohn eines indischen Einwanderers selbst Erfahrungen mit Alltagsrassismus gemacht habe und Rassismus jeglicher Art ablehne. Er verwies aber auch nochmal darauf, dass er es für besser halte, wenn Spieler sich nicht provozieren lassen. Es sei ihm vor allem darum gegangen, für einen „starken und selbstbewussten Umgang der Spieler“ mit rassistischen Beleidigungen zu plädieren.